# Дез-Грон
Дез-Грон (фр. Deux-Grosnes) — муніципалітет у Франції, у регіоні Овернь-Рона-Альпи, департамент Рона. Дез-Грон утворено  шляхом злиття муніципалітетів Авна, Монсоль, Уру, Сен-Кристоф, Сен-Жак-дез-Арре, Сен-Мамер i Трад. Адміністративним центром муніципалітету є Монсоль. Населення — 1914 осіб (01.01.2021).